# Akodon budini
Espèce
Statut de conservation UICN

 LC   : Préoccupation mineure
Akodon budini est une espèce de rongeurs de la famille des Cricétidés présente en Amérique du Sud.

## Répartition et habitat
Cette espèce est présente sud de la Bolivie et au nord-ouest de l'Argentine. On la trouve entre 800 et 2 800 m d'altitude